# Kicxstart
Kicxstart is een Nederlands motorblad dat maandelijks verschijnt. 
Het blad kwam voort uit het clubblad "Strada" van de Ducati Club Nederland. In het begin van de jaren negentig werd het als "Kicxstart" opgestart door Lammert Steinfelder en Ben Kennepohl. Het blad werd uitgegeven door Lennoxx Publishing en viel op door zijn rebelse stijl en het stripfiguurtje "Nul CC" dat met zijn snelle driewieler als beeldmerk dient.
Het blad richt zich vooral op liefhebbers van sportmotoren en streetfighters, maar vaart tegenwoordig een iets meer algemene koers. 
In 2012 was Motorrijder bvba de uitgever en gaven de eigenaren zelf aan dat de oplage uit 22.000 exemplaren bestond.